# Presidente da Royal Astronomical Society
O Presidente da Royal Astronomical Society (antes de 1831 conhecido como President of the Astronomical Society of London) preside o conselho da Royal Astronomical Society (RAS) e seus encontros formais. Também colabora com organizações governamentais (incluindo o Department for Business, Innovation and Skills e o Research Councils UK), sociedades similares em outros países e a União Astronômica Internacional em nome das comunidades de astronomia e geofísica do Reino Unido. Futuros presidentes servem um ano como presidente eleito antes de suceder o presidente anterior.
Houve 89 presidentes da RAS (até 2015). O primeiro presidente foi William Herschel em 1821, embora ele nunca tenha presidido uma reunião, e desde então o cargo foi ocupado por muitos astrônomos distinguidos. O cargo geralmente tem duração de dois anos, mas alguns titulares demitiram-se após um ano, por exemplo, devido a doença. Francis Baily e George Biddell Airy tem o recorde de serem eleitos quatro vezes cada um. Desde 1876, ninguém atuou por mais de dois anos no total. Os oito anos de Baily como presidente são um recorde (Airy serviu durante sete anos). Desde 1876 ninguém presidiu a RAS por mais de dois anos no total.

## Presidentes
| #     | Imagem                                    | Nome                                 | Ano de início | Ano final | Notas | Referências             |
| ----- | ----------------------------------------- | ------------------------------------ | ------------- | --------- | --- | ----------------------- |
| 01    |                                           | William Herschel                     | 1821          | 1823      | | [ 2 ] [ 3 ]             |
| 02    |                                           | Henry Thomas Colebrooke              | 1823          | 1825      | | [ 2 ] [ 3 ]             |
| 03(a) |                                           | Francis Baily                        | 1825          | 1827      | Primeiro mandato | [ 2 ] [ 3 ]             |
| 04(a) |                                           | John Herschel                        | 1827          | 1829      | Primeiro mandato | [ 2 ] [ 3 ]             |
| 05    |                                           | James South                          | 1829          | 1831      | | [ 2 ] [ 3 ]             |
| 06    |                                           | John Brinkley                        | 1831          | 1833      | | [ 2 ] [ 3 ]             |
| 03(b) |                                           | Francis Baily                        | 1833          | 1835      | Segundo mandato | [ 2 ] [ 3 ]             |
| 07(a) |                                           | George Airy                          | 1835          | 1837      | Primeiro mandato | [ 2 ] [ 3 ]             |
| 03(c) |                                           | Francis Baily                        | 1837          | 1839      | Terceiro mandato | [ 2 ] [ 3 ]             |
| 04(b) |                                           | John Herschel                        | 1839          | 1841      | Segundo mandato | [ 2 ] [ 3 ]             |
| 08    |                                           | John Wrottesley                      | 1841          | 1843      | | [ 2 ] [ 3 ]             |
| 03(d) |                                           | Francis Baily                        | 1843          | 1845      | Quarto mandato | [ 2 ] [ 3 ]             |
| 09    |                                           | William Henry Smyth                  | 1845          | 1847      | | [ 2 ] [ 3 ]             |
| 04(c) |                                           | John Herschel                        | 1847          | 1849      | Terceiro mandato | [ 2 ] [ 3 ]             |
| 07(b) |                                           | George Airy                          | 1849          | 1851      | Segundo mandato | [ 2 ] [ 3 ]             |
| 10(a) |                                           | John Couch Adams                     | 1851          | 1853      | Primeiro mandato | [ 2 ] [ 3 ]             |
| 07(c) |                                           | George Airy                          | 1853          | 1855      | Terceiro mandato | [ 2 ] [ 3 ]             |
| 11    |                                           | Manuel John Johnson                  | 1855          | 1857      | | [ 2 ] [ 3 ]             |
| 12    |                                           | George Bishop                        | 1857          | 1859      | | [ 2 ] [ 3 ]             |
| 13    |                                           | Reverend Robert Main                 | 1859          | 1861      | | [ 2 ] [ 3 ]             |
| 14    |                                           | John Lee                             | 1861          | 1863      | | [ 2 ] [ 3 ]             |
| 07(d) |                                           | George Airy                          | 1863          | 1864      | Quarto mandato | [ 2 ] [ 3 ]             |
| 15    |                                           | Warren De La Rue                     | 1864          | 1866      | | [ 2 ] [ 3 ]             |
| 16    | Ficheiro:Charles Pritchard Astronomer.jpg | Charles Pritchard                    | 1866          | 1868      | | [ 2 ] [ 3 ]             |
| 17    |                                           | Admiral Manners                      | 1868          | 1870      | | [ 2 ] [ 3 ]             |
| 18    |                                           | William Lassell                      | 1870          | 1872      | | [ 2 ] [ 3 ]             |
| 19    |                                           | Arthur Cayley                        | 1872          | 1874      | | [ 2 ] [ 3 ]             |
| 10(b) |                                           | John Couch Adams                     | 1874          | 1876      | Segundo mandato. Último presidente a servir por mais de 2 anos no total                                                                   | [ 2 ] [ 3 ]             |
| 20    |                                           | William Huggins                      | 1876          | 1878      | | [ 2 ] [ 3 ]             |
| 21    |                                           | Lord Lindsay                         | 1878          | 1880      | | [ 2 ] [ 3 ]             |
| 22    |                                           | John Russell Hind                    | 1880          | 1882      | | [ 2 ] [ 3 ]             |
| 23    |                                           | Edward Stone                         | 1882          | 1884      | | [ 2 ] [ 3 ]             |
| 24    |                                           | Edwin Dunkin                         | 1884          | 1886      | | [ 2 ] [ 3 ]             |
| 25(a) |                                           | James Whitbread Lee Glaisher         | 1886          | 1888      | Primeiro mandato | [ 2 ] [ 3 ]             |
| 26    |                                           | William Christie                     | 1888          | 1890      | | [ 2 ] [ 3 ]             |
| 27    |                                           | James Francis Tennant                | 1890          | 1892      | | [ 2 ] [ 3 ]             |
| 28(a) |                                           | Edward Knobel                        | 1892          | 1893      | Primeiro mandato | [ 2 ] [ 3 ]             |
| 29    |                                           | William de Wiveleslie Abney          | 1893          | 1895      | | [ 2 ] [ 3 ]             |
| 30    |                                           | Andrew Ainslie Common                | 1895          | 1897      | | [ 2 ] [ 3 ]             |
| 31    |                                           | Robert Stawell Ball                  | 1897          | 1899      | | [ 2 ] [ 3 ]             |
| 32    |                                           | George Darwin                        | 1899          | 1900      | | [ 2 ] [ 3 ]             |
| 28(b) |                                           | Edward Knobel                        | 1900          | 1901      | Segundo mandato | [ 2 ] [ 3 ]             |
| 25(b) |                                           | James Whitbread Lee Glaisher         | 1901          | 1903      | Segundo mandato | [ 2 ] [ 3 ]             |
| 33    |                                           | Herbert Hall Turner                  | 1903          | 1905      | | [ 2 ] [ 3 ]             |
| 34    |                                           | William Maw                          | 1905          | 1907      | | [ 2 ] [ 3 ]             |
| 35    |                                           | Hugh Newall                          | 1907          | 1909      | | [ 2 ] [ 3 ]             |
| 36    |                                           | David Gill                           | 1909          | 1911      | | [ 2 ] [ 3 ]             |
| 37    |                                           | Frank Watson Dyson                   | 1911          | 1913      | | [ 2 ] [ 3 ]             |
| 38    |                                           | Edmond Herbert Grove-Hills           | 1913          | 1915      | | [ 2 ] [ 3 ]             |
| 39    |                                           | Ralph Allen Sampson                  | 1915          | 1917      | | [ 2 ] [ 3 ]             |
| 40    |                                           | Percy Alexander MacMahon             | 1917          | 1919      | | [ 2 ] [ 3 ]             |
| 41    |                                           | Alfred Fowler                        | 1919          | 1921      | | [ 2 ] [ 3 ]             |
| 42    |                                           | Arthur Eddington                     | 1921          | 1923      | | [ 2 ]                   |
| 43    |                                           | John Louis Emil Dreyer               | 1923          | 1925      | | [ 2 ]                   |
| 44    |                                           | James Hopwood Jeans                  | 1925          | 1927      | | [ 2 ]                   |
| 45    |                                           | Theodore Evelyn Reece Phillips       | 1927          | 1929      | | [ 2 ]                   |
| 46    |                                           | Andrew Claude De Lacherois Crommelin | 1929          | 1931      | | [ 2 ]                   |
| 47    |                                           | Harold Knox-Shaw                     | 1931          | 1933      | | [ 2 ]                   |
| 48    |                                           | Frederick John Marrian Stratton      | 1933          | 1935      | | [ 2 ]                   |
| 49    |                                           | John Henry Reynolds                  | 1935          | 1937      | | [ 2 ]                   |
| 50    |                                           | Harold Spencer Jones                 | 1937          | 1939      | | [ 2 ]                   |
| 51    |                                           | Henry Crozier Keating Plummer        | 1939          | 1941      | | [ 2 ]                   |
| 52    |                                           | Sydney Chapman                       | 1941          | 1943      | | [ 2 ]                   |
| 53    |                                           | Edward Arthur Milne                  | 1943          | 1945      | | [ 2 ]                   |
| 54    |                                           | Harry Hemley Plaskett                | 1945          | 1947      | | [ 2 ]                   |
| 55    |                                           | William Michael Herbert Greaves      | 1947          | 1949      | | [ 2 ]                   |
| 56    |                                           | William Marshall Smart               | 1949          | 1951      | | [ 2 ]                   |
| 57    |                                           | Herbert Dingle                       | 1951          | 1953      | | [ 2 ]                   |
| 58    |                                           | John Jackson                         | 1953          | 1955      | | [ 2 ]                   |
| 59    |                                           | Harold Jeffreys                      | 1955          | 1957      | | [ 2 ]                   |
| 60    |                                           | William Herbert Steavenson           | 1957          | 1959      | | [ 2 ]                   |
| 61    |                                           | Roderick Oliver Redman               | 1959          | 1961      | | [ 2 ]                   |
| 62    |                                           | William McCrea                       | 1961          | 1963      | | [ 2 ]                   |
| 63    |                                           | Richard van der Riet Woolley         | 1963          | 1965      | | [ 2 ]                   |
| 64    |                                           | Thomas George Cowling                | 1965          | 1967      | | [ 2 ]                   |
| 65    |                                           | Donald Sadler                        | 1967          | 1969      | | [ 2 ] [ 4 ]             |
| 66    |                                           | Bernard Lovell                       | 1969          | 1971      | | [ 2 ]                   |
| 67    |                                           | Fred Hoyle                           | 1971          | 1973      | | [ 2 ]                   |
| 68    |                                           | Donald Blackwell                     | 1973          | 1975      | | [ 2 ]                   |
| 69    |                                           | Francis Graham-Smith                 | 1975          | 1977      | | [ 2 ]                   |
| 70    |                                           | Alan Cook                            | 1977          | 1979      | | [ 2 ]                   |
| 71    |                                           | Michael Seaton                       | 1979          | 1981      | | [ 2 ]                   |
| 72    |                                           | Arnold Wolfendale                    | 1981          | 1983      | | [ 2 ]                   |
| 73    |                                           | Raymond Hide                         | 1983          | 1985      | | [ 2 ]                   |
| 74    |                                           | Donald Lynden-Bell                   | 1985          | 1987      | | [ 2 ]                   |
| 75    |                                           | Rod Davies                           | 1987          | 1989      | | [ 2 ]                   |
| 76    |                                           | Roger Tayler                         | 1989          | 1990      | Astronomer: stellar evolution, galaxy evolution, plasma physics. Resigned his presidency a year early when he was diagnosed with myeloma. | [ 2 ] [ 5 ]             |
| 77    |                                           | Kenneth Pounds                       | 1990          | 1992      | Space scientist, X-ray astronomer | [ 2 ]                   |
| 78    |                                           | Martin Rees                          | 1992          | 1994      | Cosmologist, theoretical astrophysicist                                                                                                   | [ 2 ]                   |
| 79    |                                           | Carole Jordan                        | 1994          | 1996      | First female president Solar physicist, ultraviolet astronomer                                                                            | [ 2 ]                   |
| 80    |                                           | Malcolm Longair                      | 1996          | 1998      | High energy astronomer, cosmologist | [ 2 ]                   |
| 81    |                                           | David A. Williams                    | 1998          | 2000      | Astrochemist | [ 2 ]                   |
| 82    |                                           | Nigel Weiss                          | 2000          | 2002      | Theoretical astrophysicist | [ 2 ]                   |
| 83    |                                           | Jocelyn Bell Burnell                 | 2002          | 2004      | Radioastronomia | [ 2 ]                   |
| 84    |                                           | Kathryn Whaler                       | 2004          | 2006      | Geofísica terrestr | [ 2 ]                   |
| 85    |                                           | Michael Rowan-Robinson               | 2006          | 2008      | Infrared astronomer | [ 2 ]                   |
| 86    |                                           | Andrew Fabian                        | 2008          | 2010      | Astronomia de raios-X | [ 2 ]                   |
| 87    |                                           | Roger Davies                         | 2010          | 2012      | Astrônomo, cosmologia física | [ 2 ]                   |
| 88    |                                           | David Southwood                      | 2012          | 2014      | Cientista espacial, magnetosfera | [ 2 ] [ 6 ]             |
| 89    |                                           | Martin Barstow                       | 2014          | 2016      | Astrônomo: anã branca, meio interestelar, astronomia ultravioleta                                                                         | [ 2 ] [ 1 ] [ 7 ] [ 8 ] |
| 90    |                                           | John Zarnecki                        | 2016          | 2018      | Cientista espacial, instrumentação de naves espaciais                                                                                     | [ 9 ]                   |

## References
1. 1 2  «University of Leicester Professor elected President of the Royal Astronomical Society». University of Leicester. 17 de maio de 2013. Consultado em 25 de junho de 2017
2. 1 2 3 4 5 6 7 8 9 10 11 12 13 14 15 16 17 18 19 20 21 22 23 24 25 26 27 28 29 30 31 32 33 34 35 36 37 38 39 40 41 42 43 44 45 46 47 48 49 50 51 52 53 54 55 56 57 58 59 60 61 62 63 64 65 66 67 68 69 70 71 72 73 74 75 76 77 78 79 80 81 82 83 84 85 86 87 88 89 90 91 92 93 94 95 96 97 98 99 100 101  «List of presidents and dates of office». A brief history of the RAS. Royal Astronomical Society. Consultado em 25 de junho de 2017
3. 1 2 3 4 5 6 7 8 9 10 11 12 13 14 15 16 17 18 19 20 21 22 23 24 25 26 27 28 29 30 31 32 33 34 35 36 37 38 39 40 41 42 43 44 45 46 47 48 49 50 51 52  Dreyer, John L. E.; Turner, Herbert H., eds. (1923). History of the Royal Astronomical Society: Volume 1, 1820–1920. London: Royal Astronomical Society. p. 250
4. ↑  Wilkins, G. A. (1991). «Obituary - 1908-1987 Donald Sadler». Quarterly Journal of the Royal Astronomical Society. 32. 59 páginas. Bibcode:1991QJRAS..32...59W
5. ↑  Mestel, L. (1997). «A tribute to Roger J. Tayler (25 October 1929 - 23 January 1997)». Bulletin of the Astronomical Society of India. 25. 143 páginas. Bibcode:1997BASI...25..143M
6. ↑  «Profile: David Southwood». Astronomy & Geophysics. 53 (4). 10 páginas. 2012. Bibcode:2012A&G....53d..10.. doi:10.1111/j.1468-4004.2012.53410.x
7. ↑  Smith, Keith. «Election results: new President and Council». Royal Astronomical Society. Consultado em 25 de junho de 2017
8. ↑  Massey, Robert (9 de maio de 2014). «Elections 2014». Royal Astronomical Society. Consultado em 25 de junho de 2017
9. ↑  Smith, Keith (8 de maio de 2015). «Election results 2015: new President and Council». Royal Astronomical Society. Consultado em 4 de julho de 2017